# Ґуана
Ґуана́ (Kaskihá, Cashquiha, Guaná) — вимираюча індіанська мова, яка належить до маскойської родини мов, якою розмовляє народ з однойменною назвою в місті Ріачо-Москіто департаменту Альто-Парагвай, на березі Вальє-Мі, річки Апа округу Сан-Ласаро департаменту Консепсьйон у Парагваї. У мови ґуана є діалекти лаяна (нігекактемігі) і ечоальді (чарарана, ечоноана). 
Гуана знаходиться на межі зникнення.